# Adrián Beltré
Adrián Beltré Pérez (nascido em 7 de abril de 1979) é um jogador dominicano profissional de beisebol jogando atualmente (2018) como terceira base do Texas Rangers na Major League Baseball (MLB). Béltre é conhecido por suas prodigiosas habilidades tanto no ataque quanto na defesa, sendo indicado aos prêmios Rawlings Gold Glove Award e Silver Slugger Award, bem como sendo convocado para o All-Star Game.
Seu swing durante o home run (HR) inclui cair em um dos joelhos quando conecta uma breaking ball. Também é conhecido por não gostar que alguém toque no alto de sua cabeça (o que os companheiros de equipe fazem frequentemente).